# Veikko Tyrväinen

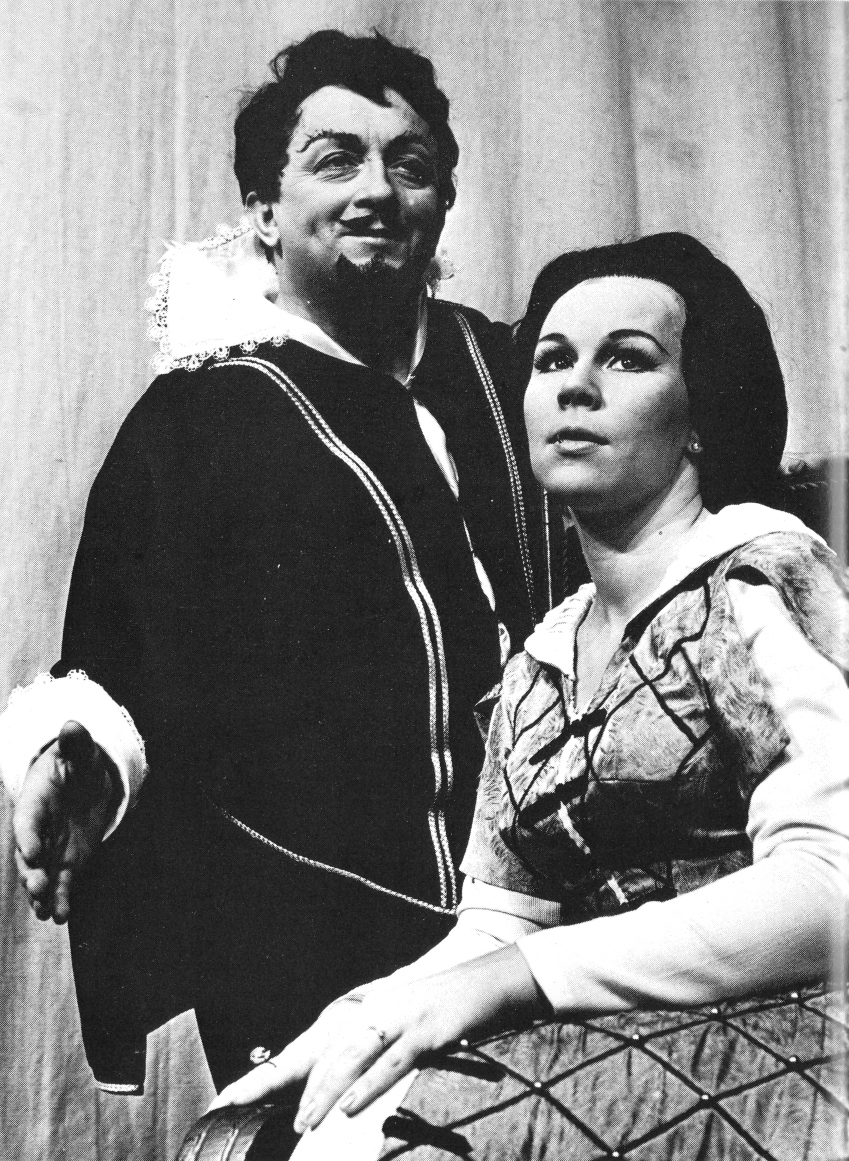
Veikko Tyrväinen och Taru Valjakka 1964.

Veikko Aapeli Tyrväinen, född 16 maj 1922 i Jäppilä, död 11 juni 1986 i Helsingfors, var en finländsk sångare (tenor) och skådespelare.
Åren 1954–1959, 1965, 1966 och 1970 gjorde Tyrväinen 56 skivinspelningar tillsammans med bland andra Malmi Vilppula. 1957 mottog Tyrväinen Pro Finlandia-medaljen.

## Filmografi[1]
- Bussiga bombare busar, 1948
- Prinsessan Törnrosa, 1949
- Vagabondens tös, 1952
- Fröken gårdskarl, 1955
- Jouluvene – tähtiparaati, 1964 (TV)
- Turandot, 1965 (TV)
- Päällysviitta, 1965 (TV)
- Così fan tutte, 1965 (TV)
- Sanotaan se suudelmasta, 1965 (TV)
- Oopperaviuhka, 1966 (TV)
- Kihlaus, 1966 (TV)
- Sevillan parturi, 1966 (TV)
- Oopperakarnevaalit, 1966 (TV)
- Pajatso, 1973 (TV)
- Neljä kuukautta Pajatsoa, 1973 (TV)